# Héroes sin fama
Héroes sin fama es una película argentina en blanco y negro dirigida por Mario Soffici con guion de Carlos A. Olivari y Sixto Pondal Ríos que fue estrenada el 10 de abril de 1940 y cuyos principales intérpretes fueron María Esther Buschiazzo, Rufino Córdoba, Elisa Galvé, Adolfo Linvel, Ángel Magaña, Federico Mansilla y José Olarra.

## Reparto
- Gloria Bayardo
- Cayetano Biondo
- María Esther Buschiazzo	…María	Lucero
- Rufino Córdoba	…Jacinto Lucero
- Elisa Galvé ...Aurora Goyena
- Adolfo Linvel
- Ángel Magaña		...Enrique Lucero
- Federico Mansilla	… Don Rosales
- José Olarra		…Don Torcuato Goyena
- Joaquín Petrocino
- Leticia Scury
- Marino Seré		… Ordóñez
- Félix Tortorelli

## Sinopsis
Historia matizada con algunos apuntes risueños y una convincente pintura costumbrista que tiene como trasfondo la lucha del periodismo libre contra el fraude, la intimidación, la extorsión y los crímenes políticos de los años 30 en la Argentina. Don Torcuato Goyena (José Olarra) es un farmacéutico a quien don Rosales (Federico Mansilla), el caudillo del pueblo de San Carlos llevó al cargo de intendente en elecciones fraudulentas pues pretende utilizarlo para obtener beneficio. Don Torcuato, que cree de buena fe que puede ser útil, había aceptado el cargo en contra de los consejos de Jacinto Lucero (Rufino Córdoba), el propietario del diario del pueblo, que le sugirió no meterse en política y quedarse en su profesión. Su primer proyecto es crear una biblioteca y cuando le advierten que en San Carlos "nadie lee”, contesta "por eso la fundo, para que lea". Luego propone asfaltar las calles céntricas del pueblo pero cuando la empresa adjudicataria le da un cheque por $20,000 como retribución, recién advierte que la obra encubría un negociado. En tanto, el diario es asaltado por una patota que asesina a Jacinto Lucero cuando había decidido denunciar la corrupción en la que se hacía la pavimentación. Don Torcuato decide entonces desenmascarar a los corruptos que lo rodean, incluyendo a don Rosales.

## Críticas
Un comentario aparecido en el diario Crítica señala que “el tema, que acontecimientos recientes hacen de rigurosa actualidad, hace referencia a la sorda lucha que en pueblos del interior se entabla en los tugurios de la política. La lucha sorda entre el ideal de los hombres bien intencionados que llegan a los cargos electivos, y el apetito turbio de los eternos inquilinos de comités. Y en el confín de este problema de fondo, la vida amable de los humildes, las costumbres y las inquietudes de una juventud no contaminada, que cree en el ideal y lucha, desde su modesta órbita, por el engrandecimiento de la patria”
El crítico Domingo Di Núbila opinó que “pese a su coraje cívico al denunciar aberraciones de la década infame a partir del gran negociado de las pavimento pasiones que usufructuaron incontables gobernantes y políticos, no mantuvo a todo lo largo de su metraje una estructuración dramática coherente con la importancia de su tema. La búsqueda del mix de entretenimiento y testimonio la derivó a un tono relativamente menor que le restó impacto sin invalidar sus méritos. José Olarra confirió rigor y color as sus escenas con una actuación rica en matices. Ángel Magaña y Elisa Galvé dieron simpatía al joven cruzado del periodismo y a su novia, Federico Mansilla hizo un caudillo un gozo, cínico y sanguinario, y Rufino Córdoba dejó su marco pese a la brevedad de su papel, todos ellos-y los demás intérpretes-bien apoyados en situaciones y diálogos servidos con profesionalismo narrativo por el guion de Pondal Ríos y Olivares
La crónica del diario La Nación expresó que la película “de auténtica filiación argentina en ambiente, en tipos y, por corolario lógico, en la lección de moral colectiva y democrática implícita en sustancia… El veneno de la baja política, de la politiquería con comités de matones a sueldo y de caudillaje inferior, destila de pronto su gotas en la amistad de dos hombres honestos. Uno de dejar rastro por la ambición. El otro -periodista, de ese periodismo a menudo sacrificado, civilizador- intente arrancarle de los ojos la venda de la vanidad y señalarle las maniobras delictuosas en que se complica a ciegas, juguete de una camarilla política recurrente a su reputación de honradez para disfraz de sus robos al erario municipal. La campaña de ese periodista probo, modesto por su decente independencia, no solo los separa amargamente de su viejo contertulio, el farmacéutico y actual intendente, sino que desencadena un empastelamiento de su diario por guapos de Comité a la oculta voz de mando del caudillo, en el curso del cual lo asesina. Y el crimen conmueve al pueblo.
Ulyses Petit de Murat desde el diario Crítica sostuvo: "después de una etapa francamente pesimista, cuyos jalones inconfesables fueron marcando sainetes incoherentes, resurrección de gastados sketchs revisteriles, o la infinita cursilería de algún melodramón con pretensiones stenbergianas, nuestro cine nacional se limpia y reinicia su ruta honesta, constructiva, con Héroes sin fama.
El crítico Calki opinó: "pintura pueblerina local, con algo dentro… Uno de los mejores filmes nacionales de esta temporada: por su contenido, el mejor. Demuestra que no hay necesidad de grandes despliegues y de figuras relumbrantes para hacer una buena película.
"Corrupción, fraudes políticos, coimas, poder, periodismo honesto: elementos usados por Soffici con acierto, en un filme de los pocos que se atrevieron a tratarlos con sentido de síntesis y realismo. Todavía actual. Magaña mejor en la comedia que en el drama."